# Chrysopa lezeyi
Chrysopa lezeyi är en insektsart som beskrevs av Navás 1910. Chrysopa lezeyi ingår i släktet Chrysopa och familjen guldögonsländor. Inga underarter finns listade i Catalogue of Life.